# Miningsby
Miningsby – przysiółek w Anglii, w Lincolnshire. Leży 35.7 km od Lincoln i 182.9 km od Londynu.
W 1961 roku civil parish liczyła 55 mieszkańców. Miningsby jest wspomniana w Domesday Book (1086) jako Melingesbi.